# Coenonympha vaucheri
Coenonympha vaucheri ist ein Schmetterling (Tagfalter) aus der Familie der Edelfalter (Nymphalidae), der in Marokko vorkommt.

## Beschreibung
Die Falter haben einen großen ovalen schwarzen Augenfleck (Ocelle) mit zwei weißen Punkten am Apex der Vorderflügelunterseite. Auf der Oberseite ist der Fleck ungekernt. Beim Männchen ist die manchmal braun bestäubte Oberseite der Vorderflügel orange. Auf der Hinterflügeloberseite befindet sich eine gerade Linie aus vier bis fünf schwarzen, ungekernten Ocellen, von denen manchmal eine kleine bei Ader M1-M2 leicht nach innen versetzt ist. Die kontrastreichen Vorderflügelunterseiten sind an der Basis schwärzlich olivgrün, vorne heller orange mit weißlicher Diskalregion und hinten dunkel graubraun. Die Hinterflügelunterseiten sind an der Basis schwarzbraun und nach außen heller. Die breite weißliche Diskalbinde hat einen weißen, dreieckigen Fleck in der Zelle. Die Postdiskalregion ist dunkel graubraun mit sechs etwa gleich großen schwarzen, weiß gekernten Augenflecken mit blassgelbem Rand. Die Weibchen sind sehr ähnlich. Sie sind etwas größer und meist ohne dunkle Bestäubung auf der Flügeloberseite. Ihre Zeichnung ist schärfer als die der Männchen.

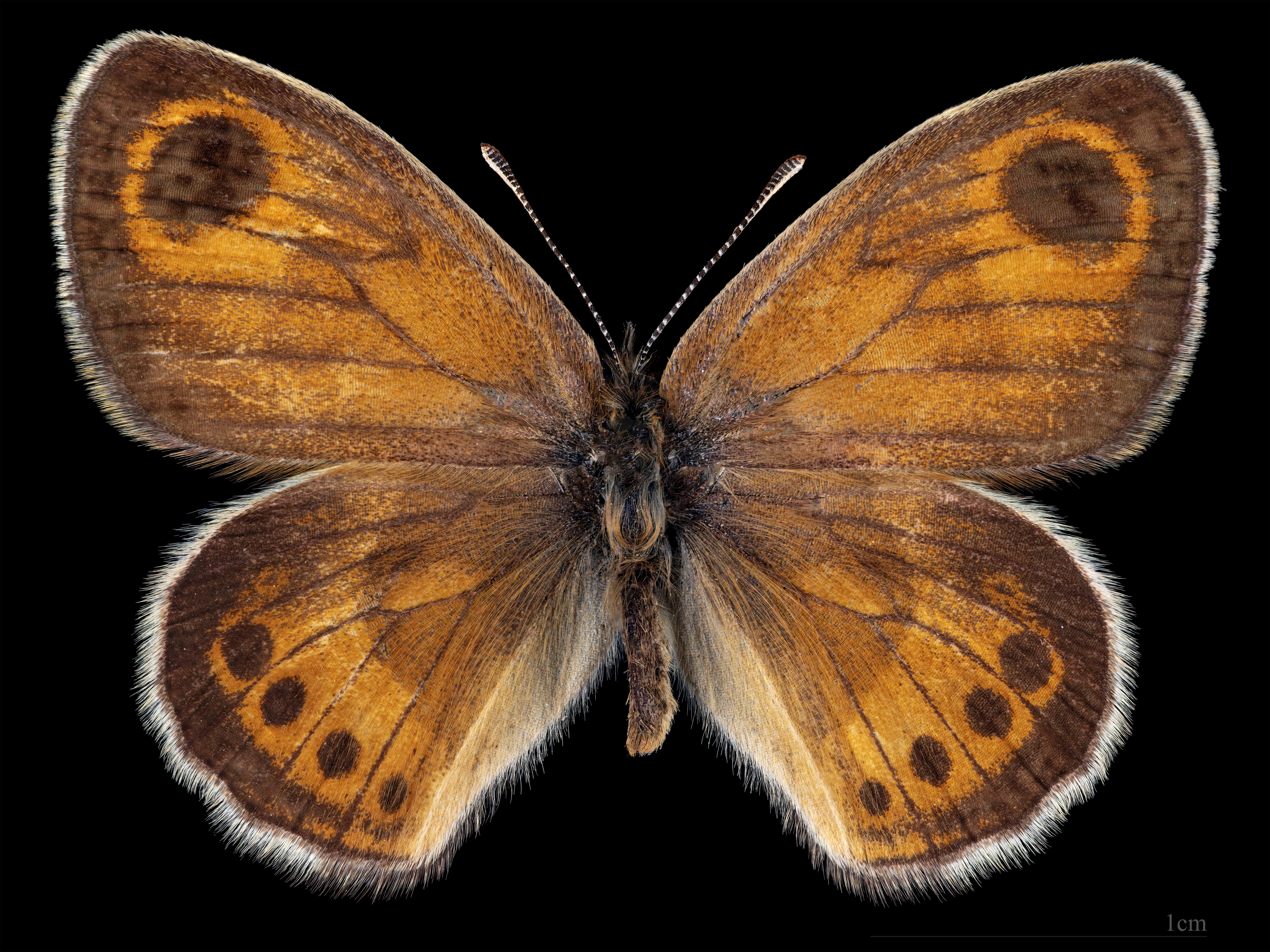
Coenonympha vaucheri ♂
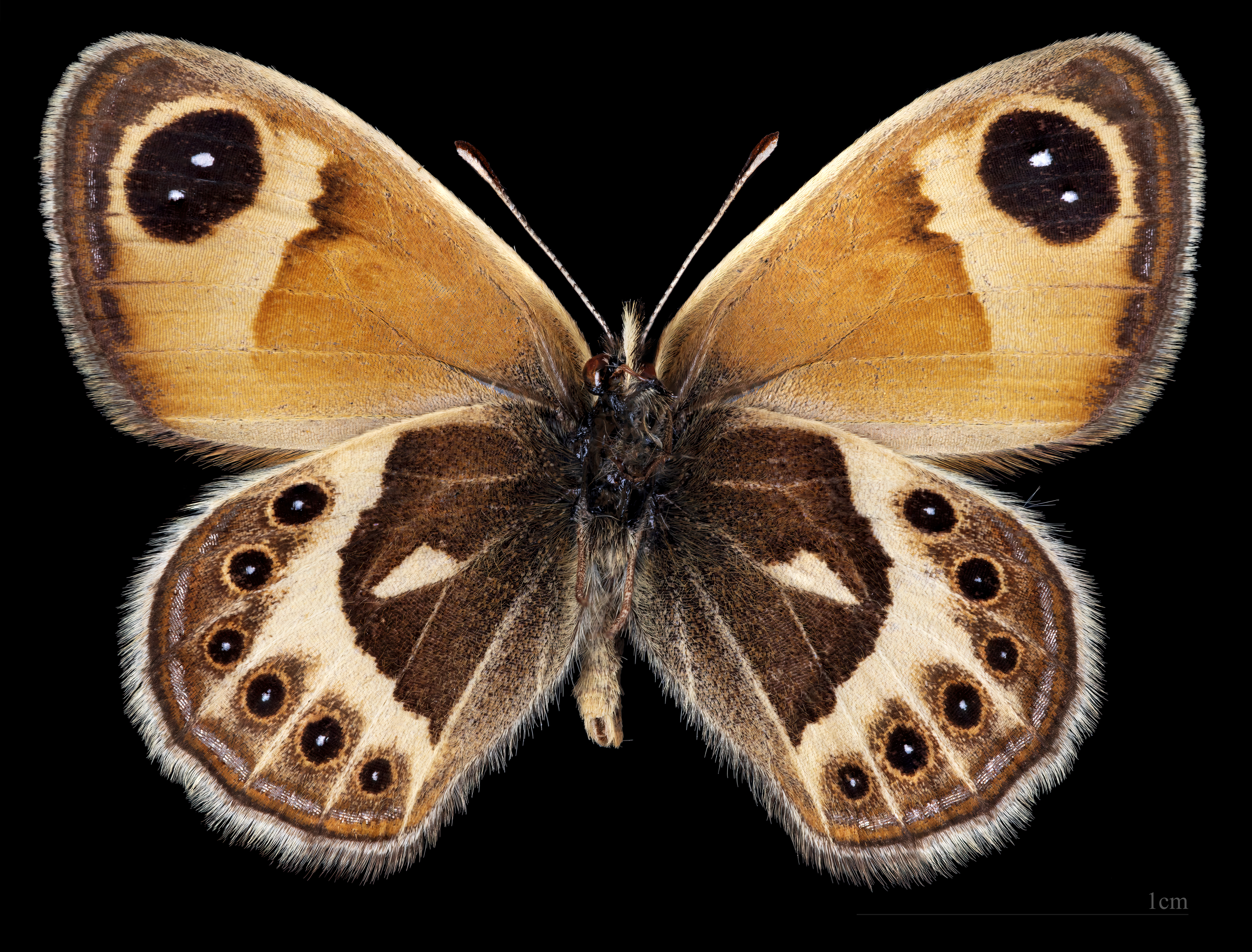
Coenonympha vaucheri ♂  △

Die Form annoceuri Wyatt fliegt im Mittleren Atlas und ist meist kleiner, es fehlt die dunkle Bestäubung der Oberseite und die Augenflecke sind kleiner.
Die Form rifensis Weiss fliegt im Rif, ist kleiner, blasser auf Ober- und Unterseite und kontrastärmer auf der Hinterflügelunterseite. Der Augenfleck auf der Vorderflügeloberseite ist normalerweise etwas kleiner als bei der Nominatform.
Die Form beraberensis Lay & Rose fliegt im Hohen Atlas und ist größer, hat einen größeren Fleck auf Vorderflügelober- und -unterseite und ist in der Postdiskalregion der Vorderflügel heller und gelblicher. Die Vorderflügelunterseite ist kontrastreicher.
Ähnliche Arten
- Coenonympha dorus (Esper, 1782)
- Coenonympha fettigii Oberthür, 1874

## Verbreitung
Coenonympha vaucheri kommt im Mittleren-, Hohen- und Rif-Atlas in Marokko von 800 bis 2200 Meter Höhe vor. Die Weltnaturschutzunion stuft die Art als potentiell gefährdet (near threatened) mit abnehmendem Populationstrend ein.

## Lebensraum
Coenonympha vaucheri lebt an heißen, trockenen und grasigen Stellen mit wenig Vegetation, an Felshängen, in Tälern und in Schluchten.

## Lebensweise
Über die Lebensweise der Raupen und Falter ist nichts bekannt.
Coenonympha vaucheri fliegt in einer Generation im Jahr (univotil) von Ende Mai bis September.